# Axel Werner
Axel Werner (Rafaela, 28 de fevereiro de 1996) é um futebolista argentino que atua como goleiro. Atualmente está no Rosário Central.

## Clubes
Iniciou profissionalmente no Atlético Rafaela. Em 26 de julho de 2016, o clube anunciou a transferência ao Atlético de Madrid.
Em agosto de 2016, foi emprestado ao Boca Juniors.

## Seleção nacional
Foi convocado para a disputa do torneio de Futebol nos Jogos Olímpicos de Verão de 2016.

## Títulos
Boca Juniors
- Campeonato Argentino: 2016–17

Atlético de Madrid
- Liga Europa da UEFA: 2017–18